# Junior Burrough
Pour les articles homonymes, voir Burrough.
Junior Burrough, né le 18 janvier 1973, à Charlotte, en Caroline du Nord, est un ancien joueur américain de basket-ball. Il évolue au poste d'ailier fort.

## Palmarès
- Champion NIT 1992